# Sympistis min
Sympistis min là một loài bướm đêm thuộc họ Noctuidae. Nó được tìm thấy ở Colorado.
Sải cánh dài khoảng 26 mm.